# Rusia en la Copa Mundial de Rugby
La Selección de rugby de Rusia participó en la Copa del Mundo de Rugby de Nueva Zelanda 2011. Clasificó por eliminatorias ganando el cupo 2 en la clasificación europea.
Los Osos no consiguieron avanzar a cuartos de final, siendo eliminados en primera fase, mismo resultado obtenido en Japón 2019.

## Nueva Zelanda 2011

### Plantel
Entrenador: Nikolay Nerush

### Participación

#### Grupo C
| Posición | Selección      | Partidos | Partidos | Partidos  | Partidos | Tries a favor | Tantos  | Tantos    | Tantos     | Puntos extra | Puntos |
| Posición | Selección      | jugados  | ganados  | empatados | perdidos | Tries a favor | a favor | en contra | diferencia | Puntos extra | Puntos |
| -------- | -------------- | -------- | -------- | --------- | -------- | ------------- | ------- | --------- | ---------- | ------------ | ------ |
| 1        | Irlanda        | 4        | 4        | 0         | 0        | 15            | 135     | 34        | +101       | 1            | 17     |
| 2        | Australia      | 4        | 3        | 0         | 1        | 25            | 173     | 48        | +125       | 3            | 15     |
| 3        | Italia         | 4        | 2        | 0         | 2        | 13            | 92      | 93        | −3         | 2            | 10     |
| 4        | Estados Unidos | 4        | 1        | 0         | 3        | 4             | 38      | 122       | −84        | 0            | 4      |
| 5        | Rusia          | 4        | 0        | 0         | 4        | 8             | 57      | 196       | −139       | 1            | 1      |

## Japón 2019

### Grupo A
| Posición | Selección | Partidos | Partidos | Partidos  | Partidos | Tries a favor | Tantos  | Tantos    | Tantos     | Puntos extra | Puntos |
| Posición | Selección | Jugados  | Ganados  | Empatados | Perdidos | Tries a favor | a favor | en contra | Diferencia | Puntos extra | Puntos |
| -------- | --------- | -------- | -------- | --------- | -------- | ------------- | ------- | --------- | ---------- | ------------ | ------ |
| 1        | Japón     | 4        | 4        | 0         | 0        | 13            | 115     | 62        | +53        | 3            | 19     |
| 2        | Irlanda   | 4        | 3        | 0         | 1        | 18            | 121     | 27        | +94        | 4            | 16     |
| 3        | Escocia   | 4        | 2        | 0         | 2        | 16            | 119     | 55        | +64        | 3            | 11     |
| 4        | Samoa     | 4        | 1        | 0         | 3        | 8             | 58      | 128       | –70        | 1            | 5      |
| 5        | Rusia     | 4        | 0        | 0         | 4        | 1             | 19      | 160       | –141       | 0            | 0      |